# رون أندرسون (لاعب هوكي الجليد)
رون أندرسون هو لاعب هوكي الجليد كندي، ولد في 29 يوليو 1945 في رد دير في كندا.

## وصلات خارجية
- رون أندرسون (لاعب هوكي الجليد) على موقع دوري الهوكي الوطني (الإنجليزية)
- رون أندرسون (لاعب هوكي الجليد) على موقع قاعة مشاهير الهوكي (لاعب أن.إتش.أل) (الإنجليزية)
- رون أندرسون (لاعب هوكي الجليد) على موقع EliteProspects.com (الإنجليزية)
- رون أندرسون (لاعب هوكي الجليد) على موقع HockeyDB.com (الإنجليزية)
- رون أندرسون (لاعب هوكي الجليد) على موقع Hockey-Reference.com (الإنجليزية)